# Sten A. Olsson
Sten Allan Olsson, känd som Sten A. Olsson, född 28 oktober 1916 i Styrsö församling i dåvarande Göteborgs och Bohus län, död 12 juli 2013 i Hovås, var en svensk redare, som grundade Stenasfären.

## Familj
Sten A. Olsson var son till skepparen Gustav Olsson från Donsö och Magda Berndtsson. Han gifte sig 1944 med Birgit Andersson (1920–2008), dotter till Wilhelm Andersson och Elsa Andersson. De fick barnen Madeleine 1945, Dan Sten 1947, Stefan 1948 och Christoffer 1951.
Makana Olsson är begravda på Askims södra kyrkogård.

## Karriär
Sten A. Olsson började som 23-åring att köpa och sälja skrot. Han köpte 1946 tre skrotade systerfartyg och lät bygga ihop dem till ett fungerande fartyg. År 1962 inledde han passagerartrafik mellan Lysekil och Skagen i Danmark. Från hösten 1965 började rederiet marknadsföras som Stena Line och ett par år senare startade rederiet en linje mellan Göteborg och Kiel i Tyskland.
År 1972 delades företaget i Stena Metall AB och Stena Line AB. År 1976 levererades det första offshore-fartyget, vilket markerade starten av Stena Offshore och 1981 bildades Stena Fastigheter genom uppköp av ett fastighetsbolag. Stena Bulk AB bildades 1982 för att befrakta och äga tankfartyg. År 1983 tog sonen Dan Sten Olsson över ledningen för koncernen.